# Korolova (DJ)
Olga Korolova (Chernihiv, Ucrania; 17 de marzo de 1988), conocida profesionalmente como Korolova, es una productora musical y DJ ucraniana. Produce principalmente música house melódica y techno.
En 2023, Korolova realizó más de 100 actuaciones en 50 países  y acumula más de 100 millones de visitas en su canal de YouTube, así como más de 70 millones de reproducciones de audio y acumuló más de 500 mil seguidores en TikTok . También actuó en el escenario principal del festival de música belga Tomorrowland, en EDC Las Vegas, Untold en Rumania, NEON Countdown, So Track Boa, y colaboró con los sellos discográficos como Tomorrowland Music, Insomniac y Anjunabeats .
Korolova ha lanzado temas bajo sellos discográficos como Ultra Records, Armada, AFTR:HRS y Get Physical Music; antes de crear su propio sello, Captive Soul. Ha actuado en lugares icónicos como Space Miami, Green Valley Brazil y Hi Ibiza; también ha retransmitido en directo desde hermosos lugares como Miami, Israel, Nueva York y Kiev .
En 2024, Korolova asistió a su primera semana de la moda en París como primer paso para ingresar al mundo de la moda. Además actuó en festivales como el alemán Parookaville o el Tomorrowland en Bélgica.

## Primeros años de vida
Korolova nació y creció en Chernihiv, Ucrania. Siempre tuvo atracción por la música, comenzó tocando el piano con tan solo 6 años, posteriormente actuó como bailarina de un grupo de ballet. Se enamoró de la música electrónica en 2004 cuando asistió a un set en directo de Gabriel & Dresden. En ese momento empezó a escuchar cada vez más a DJs de trance y pronto se dio cuenta de que quería entrar en el mundo de la música electrónica.
Comenzó su carrera como DJ colaborando con Chris Jones en el Beach Club 117 de Crimea, Ucrania en 2011. Desde sus inicios como DJ, Korolova creó EDM bajo el nombre de DJ Da Queen, pero no fue hasta su presentación en el Festival Daydream mejicano en 2017 cuando se dio cuenta de que estaba lista para un cambio. Siguiendo su pasión por las melodías comenzó a producir temas de techno melódico y trance.

## Carrera
A lo largo de su carrera, Korolova ha colaborado con una gran variedad de productores para crear sencillos. Ha colaborado con artistas como Jan Blomqvist, Ekko, Spada, Meduza, Tube &amp; Berger y más.
Sus temas de colaboración más conocidos son “Be Strong” con Spada (2022), “Lost in Space” con Franky Wah (2022), “Ready for More” con Two Are y Alar (2021), su remix de “This Feeling” de Vintage Culture & Goodboys (2022), “Sweet Disposition” con Gundamea y Andy Ruddy (2022) y “Nightshapes” con MotherEarth y Tyoz (2024).
Korolova publica contenido en sus canales de redes sociales, incluidos sets completos en YouTube, que han acumulado más de 150 millones de visitas hasta 2024. Sus videos en YouTube se graban en lugares pintorescos y en grandes eventos en todo el mundo, como Nueva York, Odesa, Budapest, Buenos Aires, Santorini, Ibiza, Miami entre otros. También tiene un programa de radio y un podcast semanal de una hora de duración titulado "Captive Soul" que se publica en SoundCloud, Spotify y Apple Podcasts .
En octubre de 2023, Korolova fundó su propio sello, también llamado Captive Soul donde comenzó a lanzar su propia música y colaboraciones con otros artistas. También funciona como una marca de eventos, que utiliza para realizar espectáculos en lugares conocidos donde encabeza cartel junto con otros DJs de música electrónica.

## Vida personal
Desde febrero de 2024, Korolova está afincada en Polonia. Anteriormente vivió en Portugal tras dejar su hogar natal en Ucrania debido a la guerra, pero finalmente decidió mudarse a Polonia, donde actualmente vive con su marido y su hija.
Su pasión por los animales la ha llevado a trabajar con organizaciones benéficas que ayudan a rescatar animales perdidos y vulnerables en Ucrania. 